# Éric Ciotti
Éric Ciotti (Niza, Francia; 28 de septiembre de 1965) es un político francés, actualmente diputado de la Asamblea Nacional desde 2007 por el primer distrito de los Alpes-Marítimos. Desde 2018 es cuestor de la Asamblea Nacional. Fue presidente departamental de los Alpes Marítimos de 2008 a 2017.
Desde 2009 ejerce diversas funciones en la Unión por un Movimiento Popular que más tarde se convierte en Los Republicanos (secretario nacional encargado de las cuestiones de seguridad, delegado general encargado de las federaciones, más tarde secretario adjunto de las federaciones del partido, presidente de la Comisión nacional de investidura). En 2021 participó en las primarias de su partido para ser candidato a las elecciones presidenciales de 2022. En la primera vuelta fue el candidato más votado pero en la segunda vuelta fue derrotado logrando el 39 % de votos frente al 61 % de Valérie Pécresse.
El 11 de diciembre de 2022 fue elegido presidente de Los Republicanos. En junio de 2024 fue destituido por unanimidad por su partido por intentar pactar con el partido de extrema derecha de Le Pen, pero un juez suspendió su expulsión del partido.

## Carrera política

### Política regional
Ciotti fue elegido miembro del Consejo General de los Alpes Marítimos en las elecciones cantonales de 2008 para Saint-Martin-Vésubie; asumió la presidencia el mismo año, sucediendo a Christian Estrosi. Luego de las elecciones departamentales de 2015, el Consejo Departamental de Alpes Marítimos fue reemplazado por el Consejo General de Alpes Marítimos. Tras la adopción de una nueva ley, renunció a la presidencia del organismo en 2017 mientras conservaba su mandato de consejero.

### Asamblea Nacional
Fue elegido miembro de la Asamblea Nacional en las elecciones legislativas de 2007; fue reelegido en las elecciones 2012 y 2017. En el parlamento, fue miembro de la Comisión de Asuntos Jurídicos.
En las elecciones de liderazgo de la Unión por un Movimiento Popular (UMP) de 2012, Ciotti dirigió la campaña de François Fillon, pero fue derrotado por Jean-François Copé, Ciotti fue uno de los más de 50 miembros del partido que propusieron formar un nuevo grupo de centroderecha dentro del grupo parlamentario de UMP bajo el liderazgo de Fillon.
En las primarias republicanas de 2016, Ciotti dirigió la campaña del expresidente Nicolas Sarkozy. También en 2016, solicitó formalmente que los fiscales investigaran al presidente François Hollande por una posible violación de seguridad que permitió revelaciones de que Hollande divulgó información clasificada a periodistas.
En 2020, Ciotti se convirtió en el encargado de informar al parlamento sobre cómo el gobierno de Emmanuel Macron manejó la pandemia de COVID-19 en Francia.
En 2022, Ciotti decidió ser candidato para el liderazgo de LR. En una votación interna del partido el 11 de diciembre, ganó contra Bruno Retailleau.

### Expulsión de Los Republicanos
Tachado por su partido de imitador de los acuerdos de Múnich,  el 12 de junio fue  expulsado por unanimidad de Los Republicanos tras anunciar que mantuvo contactos con el partido de extrema derecha Agrupación Nacional para un posible pacto en las elecciones legislativas que se celebraron ese mes.
Ciotti rechazó su expulsión argumentando que ese encuentro no tenía validez legal y consideró que su expulsión era "violación flagrante" de los estatutos del partido y que él y sus seguidores eran "la voz de los ciudadanos de derechas, ignorada y confiscada durante demasiado tiempo".
El Tribunal Judicial de Paris suspendió provisionalmente su expulsión del partido.

## Posiciones políticas
Para la revista Marianne, se sumó a las posiciones de Marine Le Pen sobre seguridad, identidad, inmigración e islamismo, compartiendo con ella "una visión étnica e identitaria de la nación". Así, propone modificar el código de la nacionalidad para suprimir el Ius soli (droit du sol) en favor del Ius sanguinis (droit du sang) únicamente, incluir en la Constitución "nuestros orígenes cristianos", acentuar las políticas de seguridad (creación de 100.000 plazas penitenciarias suplementarias, reducción del edad penal a 16 años, supresión de los subsidios familiares a "los padres de los niños que no respetan los valores de la República"), y parece adherirse a la teoría del gran reemplazo. En 2021, declaró que "lo que diferencia [Los Republicanos] de la Agrupación Nacional  es nuestra capacidad de gobernar".
Frente al terrorismo islámico, abogó por la creación de un "Guantánamo a la francesa" y la adopción de "leyes especialmente adaptadas, como la Patriot Act de Estados Unidos".
En materia de política exterior muestra una "inmensa admiración" por el Estado de Israel y desea el reconocimiento de Jerusalén como capital de este país, así como el traslado de la embajada francesa en Israel de Tel Aviv a Jerusalén, para "romper con una forma de tradición diplomática globalmente proárabe" de Francia.
En cuanto a las cuestiones económicas, defiende, en el marco de su candidatura a las primarias de su partido para las elecciones presidenciales de 2022, la supresión de 250.000 puestos en la administración pública, el aumento de la duración legal del tiempo de trabajo, aumentar la edad de jubilación a los 65 años, la reducción del impuesto de sociedades, la cuasi eliminación del impuesto de sucesiones, así como la reducción de las prestaciones por desempleo y de las ayudas sociales.